# St. Vaast Post Military Cemetery
St. Vaast Post Military Cemetery is een Britse militaire begraafplaats met gesneuvelden uit de Eerste Wereldoorlog gelegen in de gemeente Richebourg in het Franse departement Pas-de-Calais. De begraafplaats werd ontworpen door Charles Holden en ligt bijna 1 kilometer ten noordoosten van het centrum van Richebourg-Saint-Vaast. Het terrein heeft een rechthoekig grondplan met een oppervlakte van 4.080 m² en is omgeven door een natuurstenen muur. Er zijn twee toegansgebouwen aan weerszijden van het centraal vooraan geplaatste Cross of Sacrifice. De Stone of Remembrance staat direct na het Cross op een licht verhoogd terras. De begraafplaats wordt onderhouden door de Commonwealth War Graves Commission.
Er liggen 890 doden begraven waarvan er 39 niet meer geïdentificeerd konden worden.

## Geschiedenis
Richebourg was vanaf de herfst 1914 tot 9 april 1918 in Britse handen. De frontlijn lag toen slechts op anderhalve kilometer afstand. De begraafplaats bevond zich in een oude boomgaard tussen twee boerderijen, waar een smalspoor zijn eindpunt had en een Dressing Station (veldhositaal) werd opgericht. Ze werd gestart in mei 1915, ten tijde van de Slag bij Festubert, en door gevechtseenheden en het veldhospitaal gebruikt tot juli 1917. Tijdens het Duitse lenteoffensief van april 1918 viel het gebied in hun handen en ook zij begroeven hier hun gesneuvelden. In september 1918 werd Richebourg heroverd door de Britten, die hierna nog enkele gesneuvelden begroeven. In mei-juli 1917 werden hier ook 11 Portugezen begraven maar zij werden na de oorlog naar een Portugese militaire begraafplaats overgebracht.
Er liggen 744 Britten (waaronder 4 niet geïdentificeerde), 55 Indiërs (waaronder 1 niet geïdentificeerde) en 91 Duitsers (waaronder 34 niet geïdentificeerde). Voor 3 Britten werden Special Memorials opgericht omdat hun graven niet meer gelokaliseerd konden worden.

## Graven
- Edmund Emerson Bousfield, luitenant-kolonel bij de 123rd Outram's Rifles (The Malaun Regiment) is de hoogste in rang op deze begraafplaats.
- Cyril Holland, kapitein bij de Royal Field Artillery was de zoon van de Britse dichter Oscar Wilde. Hij sneuvelde op 9 mei 1915 en was toen bijna 30 jaar.

### Onderscheiden militairen
- Brenton Albert Hamilton Gage, kapitein bij de Royal Field Artillery; Stanley Charles Booker, luitenant bij het Worcestershire Regiment en Archibald Henry Mankelow, luitenant bij de 39th Garhwal Rifles werden onderscheiden met het Military Cross (MC).
- de sergeanten T. Eustace en Arthur Cyril Sheppard en de soldaten T. Higgins en J.E. Pickup ontvingen de Distinguished Conduct Medal (DCM).
- de soldaten William Henry Ingram en H.C. Scott ontvingen de Military Medal (MM).

### Alias
- sergeant John Wilson, diende onder het alias John Boylan bij de Royal Engineers.

### Gefusilleerde militair
- Ernest Alfred Beaumont, soldaat bij het 2nd Bn. Leicestershire Regiment werd wegens desertie op 24 juni 1915 gefusilleerd.[2]